# قره تاي
قره تاي (بالتركية: Karatay, Konya)‏ هي بلدة ومُديريَّة تقع في ولاية قونية بتركيا. تصل مساحتها إلى 2612.2 كم²، وترتفع عن سطح البحر حوالي 1026 م.